# Tượng đài Giải phóng

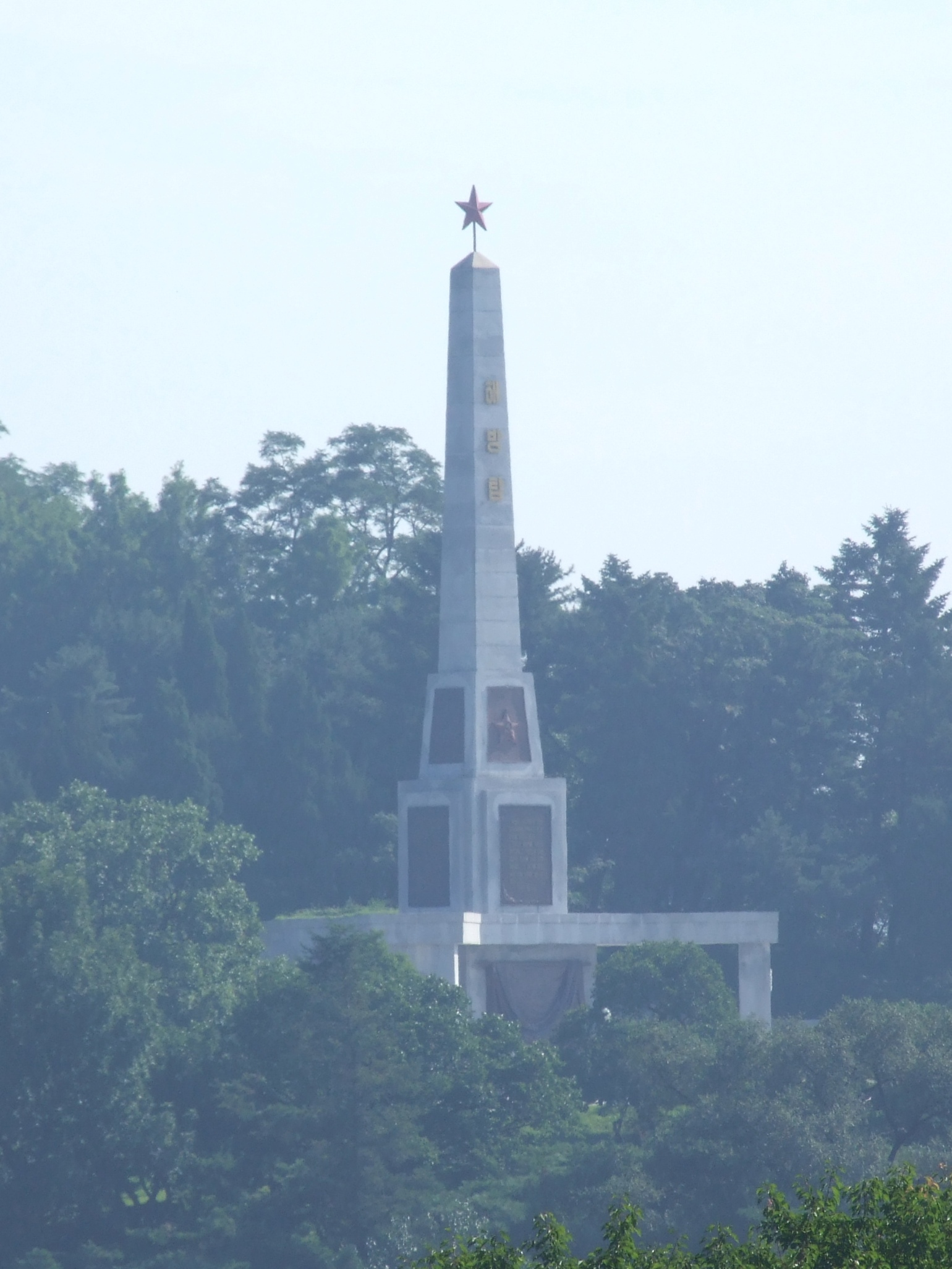
Tượng đài Giải phóng

Tượng đài Giải phóng là một tượng đài ở thủ đô Bình Nhưỡng của Cộng hòa Dân chủ Nhân dân Triều Tiên.
Tọa độ của tượng đài này là 39°2′6,4″B 125°45′30,56″Đ / 39,03333°B 125,75°Đ
Tượng đài được xây năm 1947 để tưởng nhớ những người lính của Quân đội Xô Viết đã tham gia giải phóng Triều Tiên khỏi Đế quốc Nhật Bản cuối Chiến tranh thế giới thứ hai. Tượng đài cao 30 m với ngôi sao đỏ năm cánh trên đỉnh và những bài bia bằng tiếng Nga và tiếng Hàn ở 4 phía của tượng đài. Đây không những là một nơi trang nghiêm, nơi thu hút khách tham quan mà còn là nơi truyền thống để tổ chức các nghi lễ hôn nhân.

## Văn bia tiếng Nga trên Tượng đài

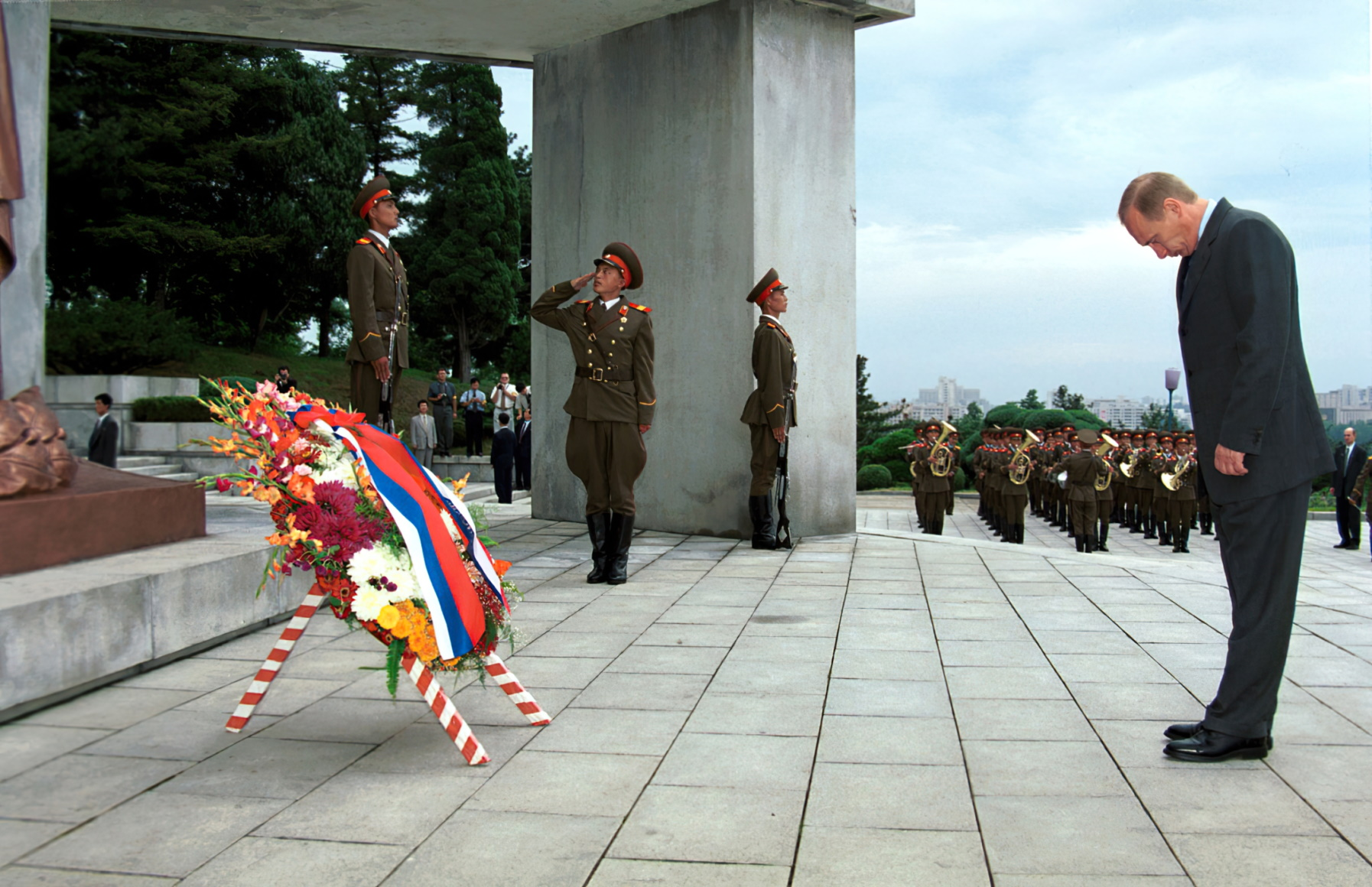
Tổng thống Nga Vladimir Putin dâng hoa tại tượng đài Giải phóng vào ngày 20 tháng 7 năm 2000

Văn bản tiếng Nga chính (Mặt trước):

Великий советский народ разгромил японских империалистов и освободил корейский народ. Кровью, пролитой советскими воинами при освобождении Кореи, еще больше укрепились узы дружбы между корейским и советским народами. В знак всенародной благодарности воздвигнут этот памятник. 15 августа 1945 года.

Dịch sang tiếng Việt:
Nhân dân Liên Xô vĩ đại đã đánh thắng đế quốc Nhật Bản, giải phóng nhân dân Triều Tiên. Máu đổ của những người lính Liên Xô trong quá trình giải phóng Triều Tiên đã góp phần củng cố thêm tình hữu nghị gắn bó nhân dân Triều Tiên và Liên Xô. Tượng đài này được dựng lên để biểu thị lòng biết ơn của người dân Triều Tiên. 15 tháng 8 năm 1945
Chữ khắc tiếng Nga phụ (Mặt sau):

Вечная слава великой Советской Армии, освободившей корейский народ от ига японских империалистов и открывшей ему путь к свободе и независимости! 15 августа 1945 г.

Dịch sang tiếng Việt:
Vinh quang vĩnh cửu dành cho Quân đội Xô Viết vĩ đại, những người đã khuất phục được người dân Triều Tiên khỏi đế quốc Nhật Bản và chỉ cho họ con đường đi đến tự do và độc lập! 15 tháng 8 năm 1945